# Gottesackerkirche Zur Heiligen Dreifaltigkeit (Selb)

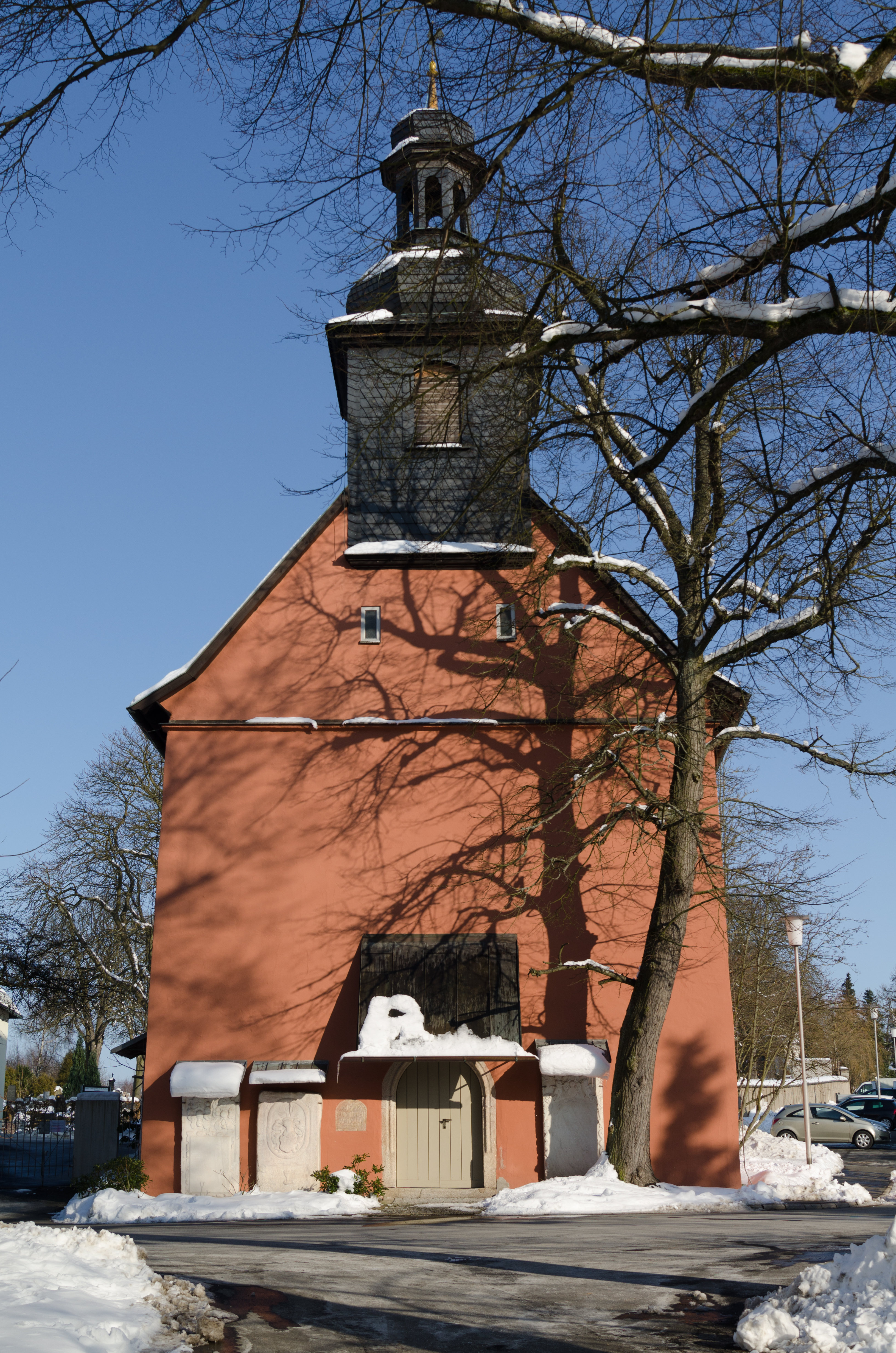
Gottesackerkirche Zur Heiligen Dreifaltigkeit (Selb)

Die denkmalgeschützte, evangelisch-lutherische Gottesackerkirche Zur Heiligen Dreifaltigkeit steht in Selb, einer Großen Kreisstadt im Landkreis Wunsiedel im Fichtelgebirge (Oberfranken, Bayern). Die Kirche ist unter der Denkmalnummer D-4-79-152-6 als Baudenkmal in der Bayerischen Denkmalliste eingetragen.

## Beschreibung
Die Friedhofskirche wurde 1607–13 im Markgrafenstil erbaut. Die Saalkirche besteht aus einem Langhaus, das im Osten dreiseitig abgeschlossen ist. Aus dem Satteldach des Langhauses erhebt sich im Westen ein quadratischer, schiefergedeckter Dachreiter, der den Glockenstuhl beherbergt und mit einer Welschen Haube bedeckt ist. Neben dem Portal an der Westseite stehen Epitaphe aus dem 17./18. Jahrhundert.
Zur Kirchenausstattung gehört ein 1963/64 gebauter Kanzelaltar, dessen Kanzel von einer Ädikula gerahmt ist. Im Innenraum befindet sich eine U-förmige Empore. Die Orgel auf der Empore hat sechs Register, zwei Manuale und ein Pedal und wurde 1913 von G. F. Steinmeyer & Co. gebaut.